# Publix
Publix Super Markets, Inc. è una catena di supermercati statunitensi. Controllata dai dipendenti, nel 2016 la società operava con oltre 1 100 negozi negli Stati Uniti sud-orientali. Fondata nel 1930, Publix ha sede a Lakeland, in Florida.